# パワーランチ
パワーランチは米CNBCが製作、放映しているビジネスニュース番組。なお、ヨーロッパにも同じ名前の番組が、また、現在は放送を終了したが、アジアにも同じ名前の番組があった。番組名となった「パワーランチ」は企業などで昼に食事を持ち寄りながら行われる社内ミーティングや顧客との打ち合わせのこと。

## 概要
アメリカ東部時間午後0時から午後2時まで放送する2時間番組。昼間の最新のニューヨーク証券取引所、NASDAQの動向、その日の値を上げた銘柄、下げた銘柄のセクターをハイライトする。日本では深夜の日経CNBCの日本語放送が終了次第放送を開始する。（日本語同時通訳はない）
CNBCヨーロッパではパワーランチヨーロッパを放送している。CNBCアジアでも、日本時間12時から13時までパワーランチアジアが放送されていたが、2003年にアジアマーケットウォッチと合併され、現在パワーランチアジアは放送されていない。日経CNBCでは「昼エクスプレス」に相当する。同番組が開始されるまでは「TOKYOパワーランチ」が放送されていた。

## シリコンバレーでのパワーランチ
パワーランチは、ランチタイムの時間を使って、昼食を取りながら取引先の人とミーティングをしたり会議をすること。パワーランチの発祥は、アメリカのシリコンバレーと言われている。シリコンバレーの起業家が資金を集めるためのプレゼンテーションを行う際に、食事にも招いたのがきっかけとされている。

## 日本でのパワーランチ
2003年から2010年ごろにかけて、GREEやmixiで千葉智之が、呼びかけた異業種交流会『銀座パワーランチ』が東京で開催。銀座や赤坂、渋谷など首都圏を中心にコミュニティーが広がり、のべ会員数8,000人が参加した。また各エリアで派生したパワーランチを一堂に集めたパーティ形式の『パワーディナー』も東京などで開催した。ランチタイムに飲食店の一角を貸し切って行われるランチ会のほか、コワーキングスペースを使った交流会などがある。
- 銀座パワーランチ
- 渋谷パワーランチ[5]
- 川崎パワーランチ[6]